# Bobina de Helmholtz

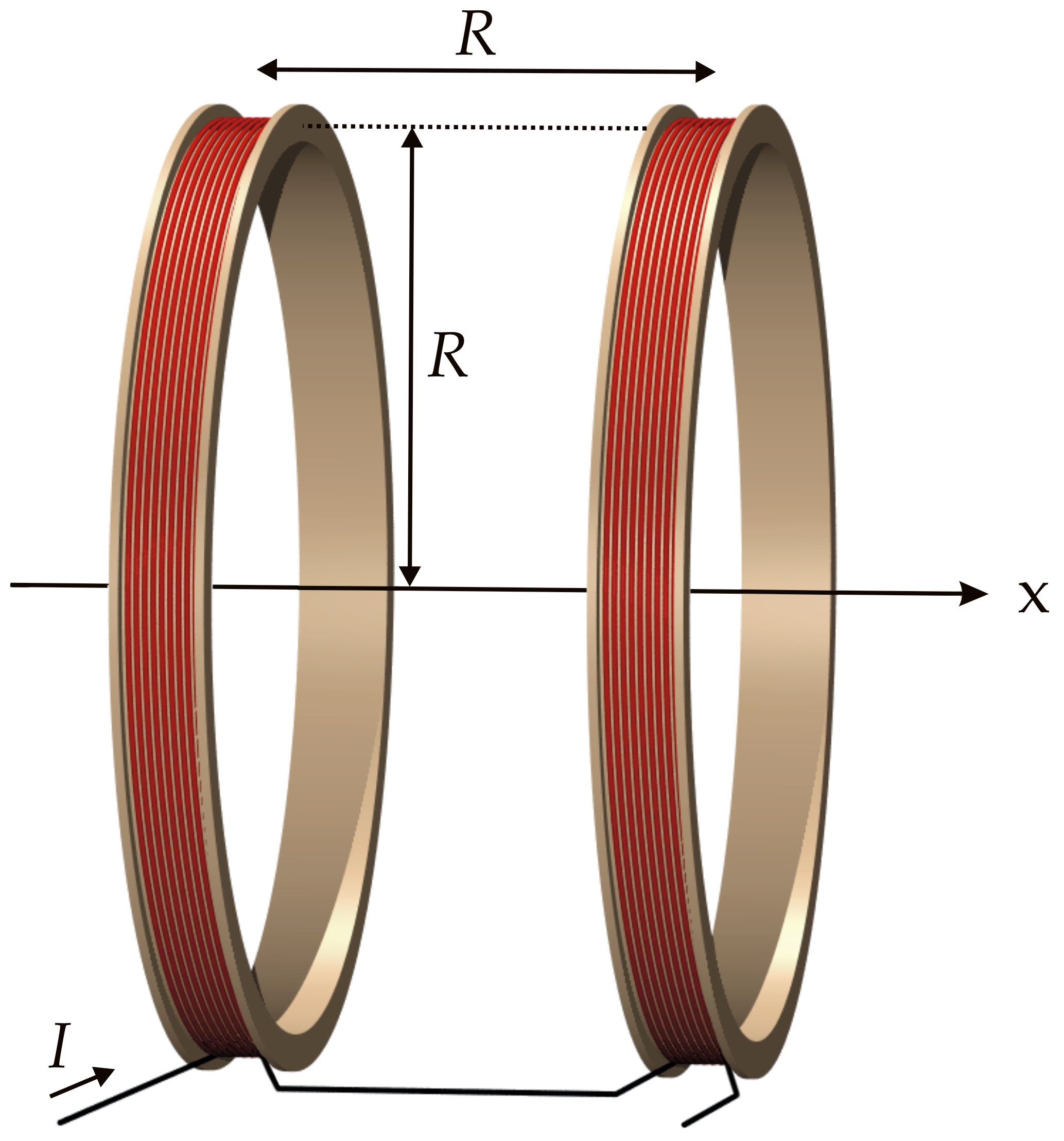
Bobina de Helmholtz, dibuix esquemàtic

Una Bobina de Helmholtz és un dispositiu per a crear un camp magnètic gairebé uniforme en una determinada regió de l'espai. Porta el nom del físic alemany Hermann von Helmholtz. Es compon de dos solenoides situats en un mateix eix. A més de crear camps magnètics, les bobines de Helmholtz també s'utilitzen en aparells científics per cancel·lar els camps magnètics externs, com ara el camp magnètic de la Terra.

## Descripció
Un parell de Helmholtz consisteix en dues bobines magnètiques circulars idèntiques (solenoides) que es col·loquen simètricament al llarg d'un eix comú, una a cada costat de l'àrea experimental, i separades per una distància {\displaystyle h} igual al radi {\displaystyle R} de la bobina. A cada bobina hi circula un corrent elèctric de la mateixa intensitat i en el mateix sentit.
Fent {\displaystyle h=R}, es minimitza la manca d'uniformitat del camp en el centre de les bobines, per tal que es compleixi {\displaystyle \partial ^{2}B/\partial x^{2}=0} (el que significa que la primera derivada no nul·la és {\displaystyle \partial ^{4}B/\partial x^{4}}, com s'explica més endavant), però resta un 7% de variació en la intensitat de camp entre el centre i els plans de les bobines.
Un valor lleugerament més gran de {\displaystyle h} redueix la diferència en el camp entre el centre i els plans de les bobines, a costa de l'empitjorament de la uniformitat del camp a la regió prop del centre, determinat per {\displaystyle \partial ^{2}B/\partial x^{2}}.

## Matemàtiques

Línies de camp magnètic en un pla que secciona per l'eix de les bobines. Podeu veure que el camp és aproximadament uniforme entre les dues bobines. (En aquesta imatge les bobines estan una al costat de l'altre, amb l'eix horitzontal.)

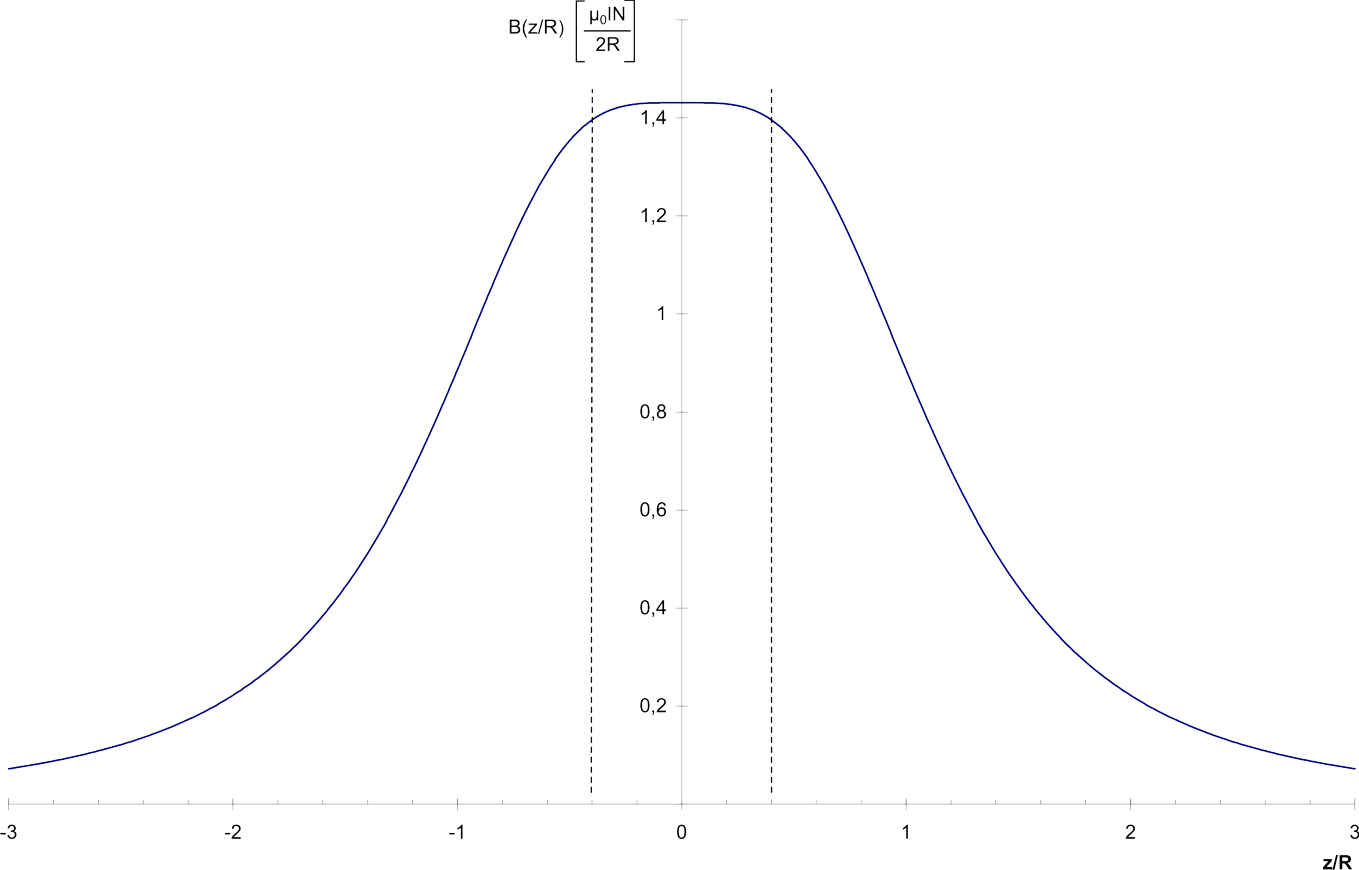
Inducció magnètica del camp al llarg de l'eix que creua el centre de les bobines;z = 0 és el punt mig de la distància entre les bobines.

Isolínies que mostren la magnitud del camp magnètic a prop del parell de bobines. Les vuit isolínies representen les magnituds de camp de 0.5 B_{0}, 0.8 B_{0}, 0.9 B_{0}, 0.95 B_{0}, 0.99 B_{0}, 1.01 B_{0}, 1.05 B_{0}, and 1.1 B_{0}.

El càlcul exàcte del camp magnètic en qualsevol punt de l'espai és matemàticament complex i implica l'estudi de la funció de Bessel. La situació és més simple al llarg de l'eix del parell de bobines: és convenient fer del desenvolupament en sèrie de Taylor de la intensitat de camp en funció de {\displaystyle x}, la distància des del punt central de les bobines al llarg de l'eix.
Per simetria, els termes d'ordre imparell del desenvolupament són zero. Disposant les bobines de manera que l'origen {\displaystyle x=0} sigui un punt d'inflexió de la intensitat de camp degut a cada bobina per separat, es pot garantir que l'ordre del terme {\displaystyle x^{2}} és també zero i, per tant, el terme no constant és d'ordre {\displaystyle x^{4}}. El punt d'inflexió per a una bobina individual es troba al llarg de l'eix de la bobina a una distància {\displaystyle R/2} del seu centre. Així, la situació per a les dues bobines és {\displaystyle x=\pm R/2}.
El càlcul que es detalla a continuació dona el valor exacte del camp magnètic en el punt central. Si el radi és R, el nombre de voltes a cada bobina és n i el corrent a través de les bobines és I, llavors la densitat de flux magnètic B en el punt mitjà entre les bobines vindrà donada per
{\displaystyle B={\left({\frac {4}{5}}\right)}^{3/2}{\frac {\mu _{0}nI}{R}},}
On {\displaystyle \mu _{0}} és la permeabilitat en el buit ({\displaystyle 4\pi \times 10^{-7}{\text{ T}}\cdot {\text{m/A}}}).

### Desenvolupament
Comencem amb la fórmula del camp, en l'eix, causat per un únic cercle de cable (segons la Llei de Biot-Savart):
{\displaystyle B_{1}(x)={\frac {\mu _{0}IR^{2}}{2(R^{2}+x^{2})^{3/2}}}.}
On
{\displaystyle \mu _{0}\;} = la constant de permeabilitat = {\displaystyle 4\pi \times 10^{-7}{\text{ T}}\cdot {\text{m/A}},}
{\displaystyle I\;} = intensitat del corrent a la bobina, en ampers,
{\displaystyle R\;} = radi de la bobina, en metres,
{\displaystyle x\;} = distància de la bobina al punt, seguint l'eix, en metres.
Les bobines de Helmholtz estan formades per n voltes de cable, de manera que per a una bobina de «n» voltes tenim:
{\displaystyle B_{1}(x)={\frac {\mu _{0}nIR^{2}}{2(R^{2}+x^{2})^{3/2}}}.}
En una bobina de Helmholtz, el valor de «x» en el punt mitjà de les dues bobines és igual a R/2, així la intensitat de camp en aquest punt serà:
{\displaystyle B_{1}\left({\frac {R}{2}}\right)={\frac {\mu _{0}nIR^{2}}{2(R^{2}+(R/2)^{2})^{3/2}}}.}
Però tenim dues bobines en lloc d'una (la primera bobina és a x = 0, i la segona a x = R). A causa de la simetria, la intensitat de camp en el punt mitjà serà igual a dues vegades el valor del d'una sola bobina:
{\displaystyle {\begin{aligned}B\left({\frac {R}{2}}\right)&=2B_{1}(R/2)\\&={\frac {2\mu _{0}nIR^{2}}{2(R^{2}+(R/2)^{2})^{3/2}}}={\frac {\mu _{0}nIR^{2}}{(R^{2}+(R/2)^{2})^{3/2}}}\\&={\frac {\mu _{0}nIR^{2}}{(R^{2}+{\frac {1}{4}}R^{2})^{3/2}}}={\frac {\mu _{0}nIR^{2}}{({\frac {5}{4}}R^{2})^{3/2}}}\\&={\left({\frac {4}{5}}\right)}^{3/2}{\frac {\mu _{0}nI}{R}}\\&={\left({\frac {8}{5{\sqrt {5}}}}\right)}{\frac {\mu _{0}nI}{R}}.\\\end{aligned}}}

## Bobines de Maxwell

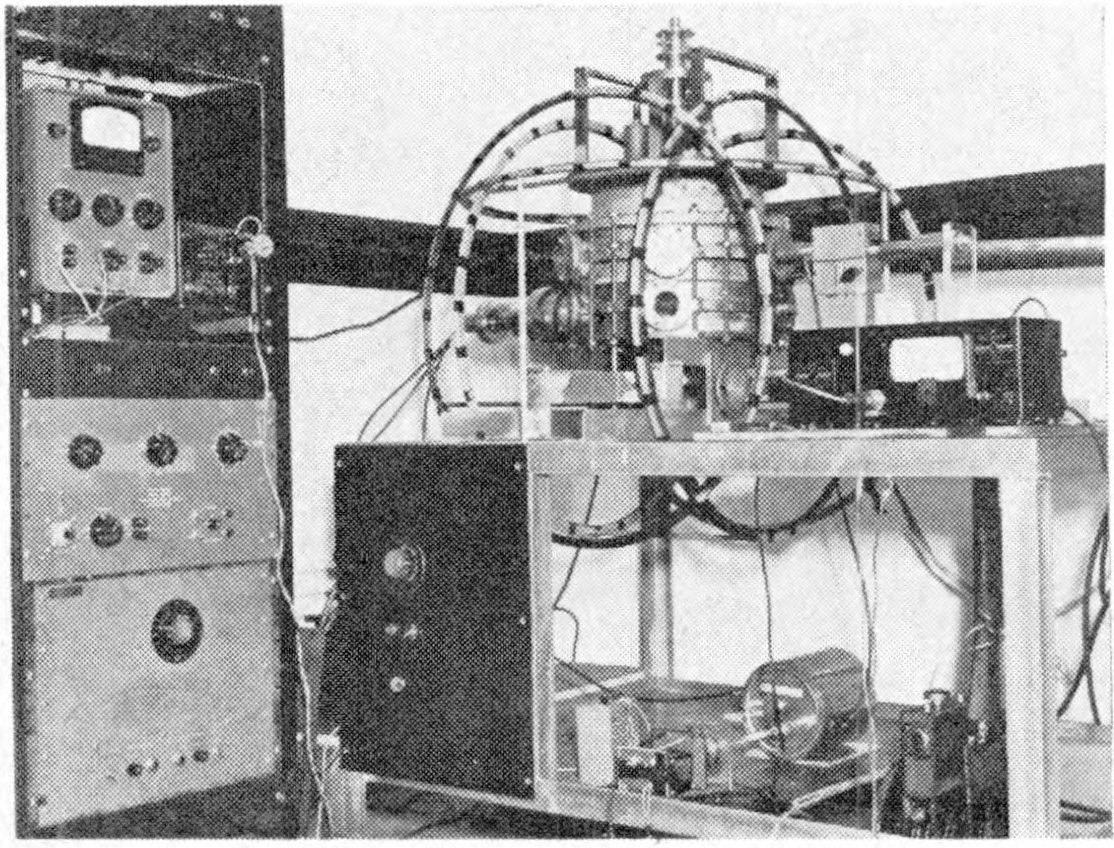
Bobines de Helmholtz en tres eixos perpendiculars utilitzades per cancel·lar el camp magnètic de la Terra a l'interior del tanc de buit en un experiment de feix d'electrons.

Per millorar la uniformitat del camp a l'espai dins de les bobines, es poden afegir unes bobines addicionals a l'exterior. James Clerk Maxwell va mostrar el 1873 que una tercera bobina de major diàmetre situada entre les dues bobines de Helmholtz podia reduir considerablament les variacions del camp magnètic (fins a la derivada de sisé ordre). Aquesta disposició s'anomena, a vegades, una Bobina de Maxwell.